# Parazaona
Parazaona es un género de arácnido  del orden Pseudoscorpionida de la familia Chernetidae.

## Especies
Las especies de este género son:
- Parazaona bocki (Tullgren, 1907)
- Parazaona bucheri Beier, 1967
- Parazaona cavicola Chamberlin, 1938
- Parazaona chilensis Beier, 1964
- Parazaona ellingsenii (With, 1908)
- Parazaona klapperichi Beier, 1976
- Parazaona kuscheli Beier, 1964
- Parazaona morenensis (Tullgren, 1908)
- Parazaona nordenskjoeldi (Tullgren, 1908)
- Parazaona pycta Beier, 1964